# Dazz Band
Dazz Band est un groupe de funk américain créé en 1976 à Cleveland, Ohio.

## Histoire
Let It Whip est leur plus grand hit, pour lequel ils reçoivent un Grammy Award en 1983.

## Discographie

### Albums
- 1978 : Kinsman Dazz (20th Century Records)
- 1979 : Dazz
- 1980 : Invitation To Love (Motown)
- 1981 : Let The Music Play (Motown)
- 1982 : Keep It Live (Motown)
- 1983 : On The One (Motown)
- 1983 : Joystick (Motown)
- 1984 : Jukebox (Motown)
- 1985 : Hot Spot (Motown)
- 1986 : Greatest Hits (Motown)
- 1986 : Wild & Free (Geffen)
- 1988 : Rock the Room (RCA)
- 1994 : Funkology: The Definitive Dazz Band (Motown)
- 1995 : Motown Legends: Let It Whip/Joystick (Motown)
- 1995 : Under The Streetlights (Lucky Records)
- 1997 : Double Exposure (Intersound Records)
- 1998 : Here We Go Again (Intersound)
- 2000 : Winning Combinations: Brothers Johnson & Dazz Band (Universal)
- 2001 : Time Traveler (Eagle Music Group)
- 2001 : 20th Century Masters - The Millennium Collection: The Best of the Dazz Band (Universal)

### Singles
| Année | Titres                        | Chart positions | Chart positions       | Chart positions           | Album              |
| Année | Titres                        | US Hot 100      | Hot R&B/Hip-Hop Songs | Hot Dance Music/Club Play | Album              |
| ----- | ----------------------------- | --------------- | --------------------- | ------------------------- | ------------------ |
| 1980  | Shake It Up                   | -               | 65                    | -                         | Invitation to Love |
| 1981  | Invitation to Love            | 109             | 51                    | -                         | Invitation to Love |
| 1981  | Knock Knock                   | -               | 44                    | -                         | Let the Music Play |
| 1982  | Let It Whip (en)              | 5               | 1                     | -                         | Keep It Live       |
| 1982  | Keep It Live (On the K.I.L)   | -               | 20                    | -                         | Keep It Live       |
| 1983  | On The One For Fun            | -               | 9                     | 52                        | On the One         |
| 1983  | Cheek To Cheek                | -               | 76                    | -                         | On the One         |
| 1983  | Party Right Here              | -               | 63                    | -                         | On the One         |
| 1983  | Joystick                      | 61              | 9                     | -                         | Joystick           |
| 1984  | Swoop (I'm Yours)             | -               | 12                    | -                         | Joystick           |
| 1984  | Let It all Blow               | 84              | 9                     | -                         | Jukebox            |
| 1985  | Heartbeat                     | 110             | 12                    | -                         | Jukebox            |
| 1985  | Hot Spot                      | -               | 21                    | 33                        | Hot Spot           |
| 1986  | L.O.V.E. M.I.A.               | -               | 48                    | -                         | Wild & Free        |
| 1986  | Wild and Free                 | -               | 44                    | -                         | Wild & Free        |
| 1988  | Anticipation                  | -               | 38                    | -                         | Rock the Room      |
| 1988  | Single Girls                  | -               | 19                    | 38                        | Rock the Room      |
| 1988  | Open Sesame                   | -               | 83                    | -                         | Rock the Room      |
| 1998  | Ain't Nothin' but a Jam Y'all | -               | 58                    | -                         |                    |
| 1998  | Girl Got Body                 | -               | 81                    | -                         | Here We Go Again   |

## Producteurs
Reggie Andrews, Philip Bailey, Dazz Band (Mike Calhoun, Sennie Martin III, Bobby Harris, Pierre Demudd, Eric Fearman, Michael Wiley), Tommy Vicari

## Featuring
- Steve Cox, Michael Boddicker, A. Scott Galloway, Suha Gur
- Boyz II Men - Throwback, Vol. 1 (2004)
- Grand Theft Auto: San Andreas soundtrack